# Байтуган (Карагандинская область)
Байтуган (каз. Байтуған) — село в Нуринском районе Карагандинской области Казахстана. Административный центр Новокарповского сельского округа. Находится примерно в 13 км к северо-западу от районного центра, посёлка Нура. Код КАТО — 355267100.

## История
Основано в 1920 году. В июне 1921 года сельсовет провёл первую перепись новокарповцев. Зарегистрировано 32 дома и 204 жителя. В 1930 году обосновался в Нуринском районе, 10 марта 1932 года зарегистрирован в составе Карагандинской области. 10 февраля 1935 года был создан Новокарповский сальаулсовет.
В начале 1930 года крестьяне Новокарповки создали колхоз, назвали его в честь Ф. И. Голощёкина.
В ноябре 1935 года, Новокарповка была переименована на Путь Ленина. И по отчету за 1936 год, в колхозе насчитывалось 439 человек и было заселено 105 дворов. Колхоз имел 5320 га земли.
Всего 82 человека ушли на Великую Отечественную войну, откуда 20 с лишним человек вернулись инвалидами.
2 ноября 1950 года, образовалось объединнение колхоза «Путь Ленина» с соседним хозяйством «Жана Курулыс» и отгоном «Кулан Отпес».
В 1954 году была постороена новая школа — семилетка. В этот же период (1954—1956 годы) в колхозе были возведены клуб, баня, пекарня, коровник, кошары для овец.
В 1959 году было построено 25 домов, птичник, общежитие, заложен фундамент для мастерской. К 1960 году, колхоз имел 466 трудоспособных людей. В этом же году, приехали эвакуированные из Белоруссии.
15 февраля 1961 года, общее собрание колхоза «Путь Ленина» приняло решение влиться в совхоз.
25 апреля 1971 года, на территорию совхоза приземлился экипаж космического корабля «Союз-10». В селе было 12 животноводческих баз.
В восьмидесятые годы, была построена школа на 464 учащихся, торговый центр с пищеблоком, гостиничными комнатами, пунктом бытового обслуживания, здание сельсовета, производственная контора, дом связи, дом культуры на 300 мест и поликлиника на 100 посещений в смену с водогрязолечебницей и спортивным залом.
В 1989 году, совхоз «Путь Ленина» распался на ряд хозяйств: ПК «Кулагер», ПХ «Байтуган» и ТОО «Жана жол». Остальные разделились на 75 мелких крестьянских хозяйств.

## Население
В 1999 году население села составляло 1359 человек (688 мужчин и 671 женщина). По данным переписи 2009 года в селе проживали 1052 человека (524 мужчины и 528 женщин).